# (39470) 1978 UB7
(39470) 1978 UB7 est un astéroïde de la ceinture principale d'astéroïdes découvert en 1978.

## Description
(39470) 1978 UB7 a été découvert le 27 octobre 1978 à l'observatoire Palomar, situé au nord de San Diego en Californie, par C. Michelle Olmstead.

### Caractéristiques orbitales
L'orbite de cet astéroïde est caractérisée par un demi-grand axe de 2,70 ua, un périhélie de 2,20 ua, une excentricité de 0,18 et une inclinaison de 14,27° par rapport à l'écliptique. Du fait de ces caractéristiques, à savoir un demi-grand axe compris entre 2 et 3,2 ua et un périhélie supérieur à 1,666 ua, il est classé, selon la JPL Small-Body Database, comme objet de la ceinture principale d'astéroïdes.

### Caractéristiques physiques
(39470) 1978 UB7 a une magnitude absolue (H) de 15,5 et un albédo estimé à 0,225.